# Ever (álbum de Kōji Wada)
Ever es el único extended player de Kōji Wada, el cantante japonés. Publicado el día 1 de agosto de 2008. Music Publisher es el índice, distribuidor de la disquera King Records (NECA-20062).

## Resumen
El surgimiento de un total de 5 canciones existe, además de las canciones "bravery", "sketch", etc., entre otras.

## Lista de canciones
Todas las letras escritas por Kōji Wada, excepto en donde se nota.

| N.º | Título                                                                                       | Música                 | Arreglistas(s) | Duración |  |
| 1.  | «bravery»                                                                                    | Kōji Wada              | Gō Suzuki      | 4:43     |  |
| 2.  | «sketch»                                                                                     | Wada                   | sly            | 3:44     |  |
| 3.  | «Fireworks Jack (ハナビジャック Hanabi Jakku)»                                               | Wada                   | Gō Suzuki      | 4:15     |  |
| 4.  | «Paper Airplane (紙飛コウキ Kami HiKōki)»                                                    | Wada                   | sly            | 4:08     |  |
| 5.  | «You, the Seasons, and the Sunshine (キミと季節と陽だまりと Kimi to Kisetsu to Hidamari to)» | Wada, Hidenori Chiwata | sly            | 4:02     |  |

- Datos: Q5852751